# Мюриъл Кенет Уейлс
Мюриъл Кенет Уейлс (на английски: Muriel Kennett Wales) е ирладско-канадска математичка с трудове в областта на алгебрата. Смятана е за първата ирландка, която защитава докторат в областта на теоретичната математика.

## Биография
Родена е като Мюриъл Кенет на 9 юни 1913 в Белфаст. През 1914, майка ѝ се мести във Ванкувър, Канада, и се омъжва повторно, откъдето и Мюриъл получава новото си фамилно име Уейлс, с което става известна.
Образованието си получава в Университета на Британска Колумбия (бакалавърска степен през 1934 година, магистърска степен през 1937). През 1941 година получава докторска степен от Университета в Торонто за дисертационния си труд на тема „Теория на алгебричните функции с използване на цикли“ с научен ръководител Самюъл Бийти (той самият – първият човек получил докторска степен по математика в Канада, през 1915 година).
През по-голямата част от 1940-те Мюриъл Кенет Уейлс работи в Торонто и Монреал в областта на атомната физика, но след 1949 година се пенсионира и се връща във Ванкувър, където работи в дистрибуторската компания на доведения си баща.